# Вурман-Сюктерське сільське поселення
Вурма́н-Сюкте́рське сільське поселення (рос. Вурман-Сюктерское сельское поселение) — муніципальне утворення у складі Чебоксарського району Чувашії, Росія. Адміністративний центр — село Хиркаси.

## Населення
Населення — 4388 осіб (2019, 4716 у 2010, 4662 у 2002).

## Склад
До складу поселення входять такі населені пункти:
| Населений пункт        | Населення, осіб (2002) | Населення, осіб (2010) |
| ---------------------- | ---------------------- | ---------------------- |
| Адил'ял, присілок      | 220                    | 226                    |
| Анат-Кіняри, село      | 184                    | 222                    |
| Варпосі, присілок      | 155                    | 155                    |
| Вурманкаси, присілок   | 544                    | 487                    |
| Кібечкаси, присілок    | 230                    | 247                    |
| Крікакаси, присілок    | 136                    | 140                    |
| Малий Сундир, присілок | 326                    | 350                    |
| Мікші-Ензей, присілок  | 389                    | 369                    |
| Ойкаси, присілок       | 180                    | 179                    |
| Онгапось, присілок     | 323                    | 355                    |
| Пітікаси, присілок     | 141                    | 157                    |
| Салабайкаси, присілок  | 153                    | 176                    |
| Сюктерка, селище       | 752                    | 743                    |
| Хиркаси, село          | 599                    | 635                    |
| Хорнзор, присілок      | 75                     | 68                     |
| Шобашкаркаси, присілок | 255                    | 207                    |